# 特伦甘纳农民起义
特伦甘纳农民起义（泰卢固语 : తెలంగాణ సాయుధ పోరాటం ) 是1946年—1951年印度共产党在特伦甘纳地区领导的农民起义。
1946年7月4日，一位農民在瓦朗加爾縣被打死，隨後有农民出來起事，而且起事規模擴大，但被當局出動軍隊镇压。1947年底，特伦甘纳农民成立游击队。1948年初至9月期間，農民軍隊攻佔了约有3000个村庄，100万英亩地主土地被没收，印度共产党党员在特伦甘纳地区增至近万人。1948年9月，印度中央政府调遣2.5万部隊进入海得拉巴土邦鎮壓农民起义。游击队转入森林地带。1951年6月，印度共产党願意与印度政府谈判，但是印度政府拒絕談判。同年10月，印度共产党決定交出武器，特伦甘纳农民起义结束。